# Michail Koščeev
Michail Vladimirovič Koščeev (in russo Михаил Владимирович Кощеев?; 9 aprile 1967) è un ex giocatore di calcio a 5 russo.

## Carriera
Come massimo riconoscimento in carriera vanta la partecipazione al FIFA Futsal World Championship 1996 in cui la nazionale maschile di calcio a 5 della Russia hanno ottenuto la medaglia di bronzo.